# Trnava, Preševo
Trnava (izvirno srbsko Трнава) je naselje v Srbiji, ki upravno spada pod Občino Preševo; slednja pa je del Pčinjskega upravnega okraja.

## Demografija
V naselju živi 702 polnoletnih prebivalcev, pri čemer je njihova povprečna starost 29,1 let (28,6 pri moških in 29,5 pri ženskah). Naselje ima 294 gospodinjstev, pri čemer je povprečno število članov na gospodinjstvo 3,95.
|  |

| Demografija | Demografija     | Demografija     |
| Leto        | Št. prebivalcev | Št. prebivalcev |
| ----------- | --------------- | --------------- |
|             |                 |                 |
|             |                 |                 |
|             |                 |                 |
|             |                 |                 |
| 1948        | 1001            |                 |
| 1953        | 1075            |                 |
| 1961        | 1204            |                 |
| 1971        | 1203            |                 |
| 1981        | 1207            |                 |
| 1991        | 1397            | 1290            |
| 2002        | 1548            | 1160            |
|             |                 |                 |

| Etnična sestava po popisu iz leta 2002 | Etnična sestava po popisu iz leta 2002 | Etnična sestava po popisu iz leta 2002 | Etnična sestava po popisu iz leta 2002 | Etnična sestava po popisu iz leta 2002 |
| -------------------------------------- | -------------------------------------- | -------------------------------------- | -------------------------------------- | -------------------------------------- |
| Albanci                                | Albanci                                |                                        | 1.018                                  | 87,75%                                 |
| Srbi                                   | Srbi                                   |                                        | 109                                    | 9,39%                                  |
| Bošnjaki                               | Bošnjaki                               |                                        | 2                                      | 0,17%                                  |
| Madžari                                | Madžari                                |                                        | 1                                      | 0,08%                                  |
| Makedonci                              | Makedonci                              |                                        | 1                                      | 0,08%                                  |
| Neznano                                | Neznano                                |                                        | 28                                     | 2,41%                                  |